# Kotor

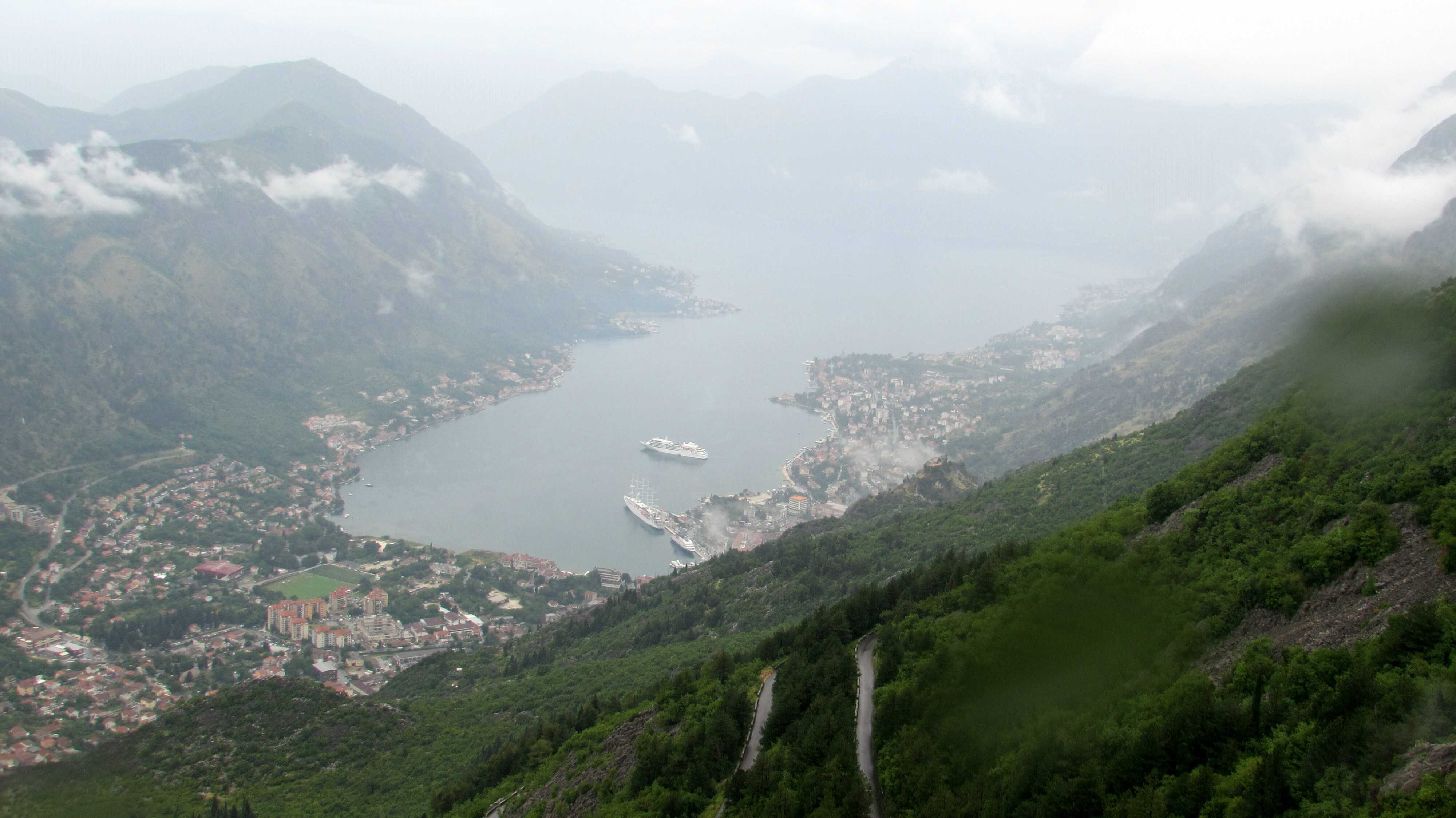
Blick von oben auf Bucht und Stadt

Kotor (montenegrinisch-kyrillisch Котор, italienisch Cattaro, lateinisch Acruvium) ist eine alte mediterrane Handels- und Hafenstadt und überregionales Kulturzentrum am südöstlichen Ende der Bucht von Kotor (Adria) in der gleichnamigen Gemeinde von Montenegro.
Zur Volkszählung von 2011 hatte die Gemeinde Kotor 22.601 Einwohner, von denen sich 11.047 (48,88 %) als Montenegriner, 6.910 (30,57 %) als Serben und 1.553 (6,87 %) als Kroaten bezeichneten. Daneben leben in der Gemeinde noch weitere kleinere Bevölkerungsgruppen. 
Die Stadt mit ihren bedeutenden kulturhistorischen Bauwerken und ihrer Lage ist 1979 in das UNESCO-Weltkultur- und Naturerbe aufgenommen worden. Sie ist Sitz des katholischen Bistums Kotor und Zentrum der serbisch-orthodoxen Christen Montenegros. Die Stadt und die von bis zu 1894 Meter hohen Bergketten (Orjen und Lovćen) umrahmte tiefe Bucht sind die bekannteste und meistbesuchte Tourismusregion des Landes. Sie beherbergt die Fakultäten Nautik sowie Tourismus und Hotelmanagement der Universität Montenegro.
Zur Gemeinde gehören die Ortschaften Risan, Perast, Dobrota, Orahovac und Dub.

## Geschichte

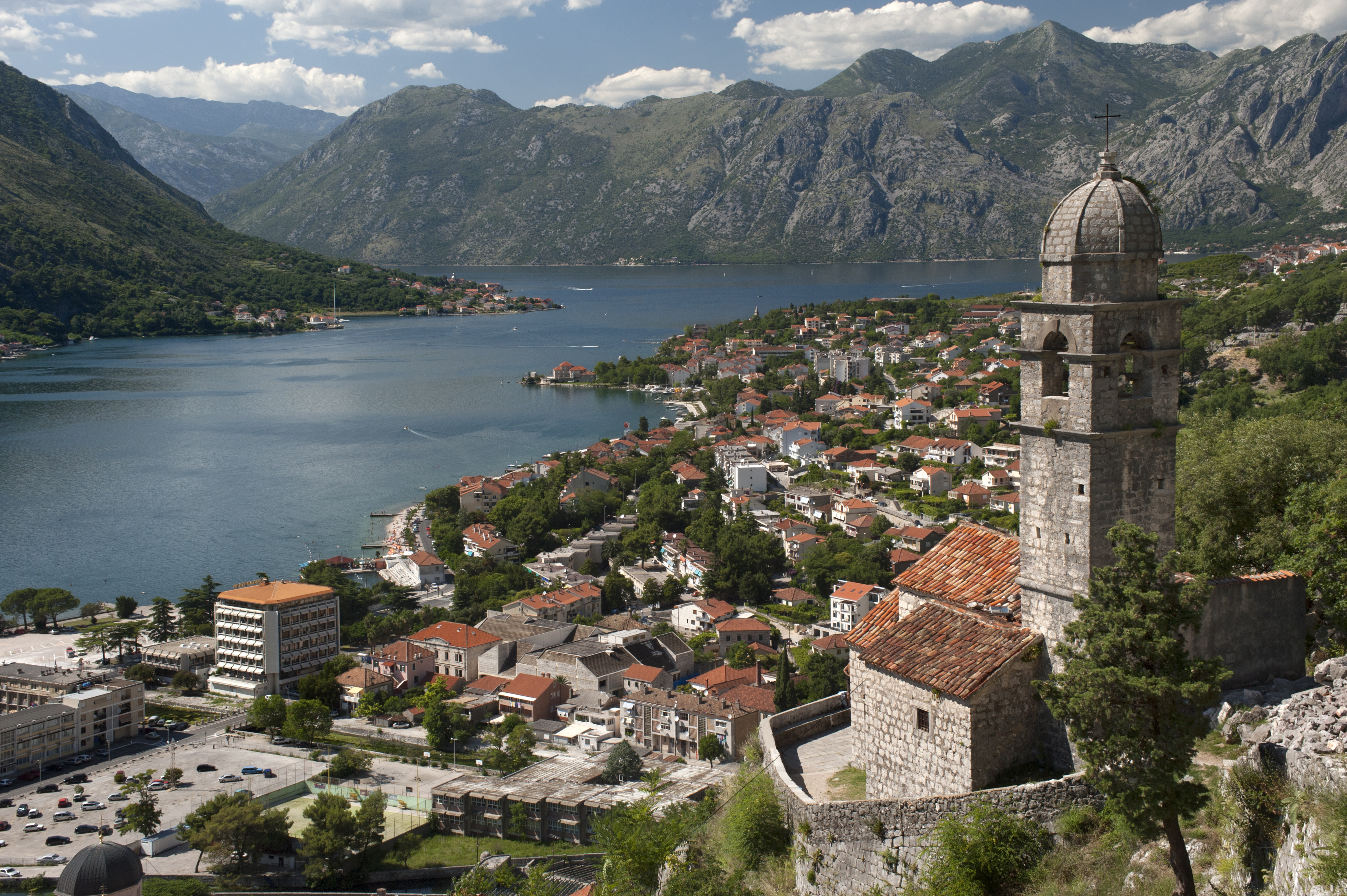
Ausblick von der Burg über Kirche Gospa od Zdravlja, Stadt, Bucht und Berge

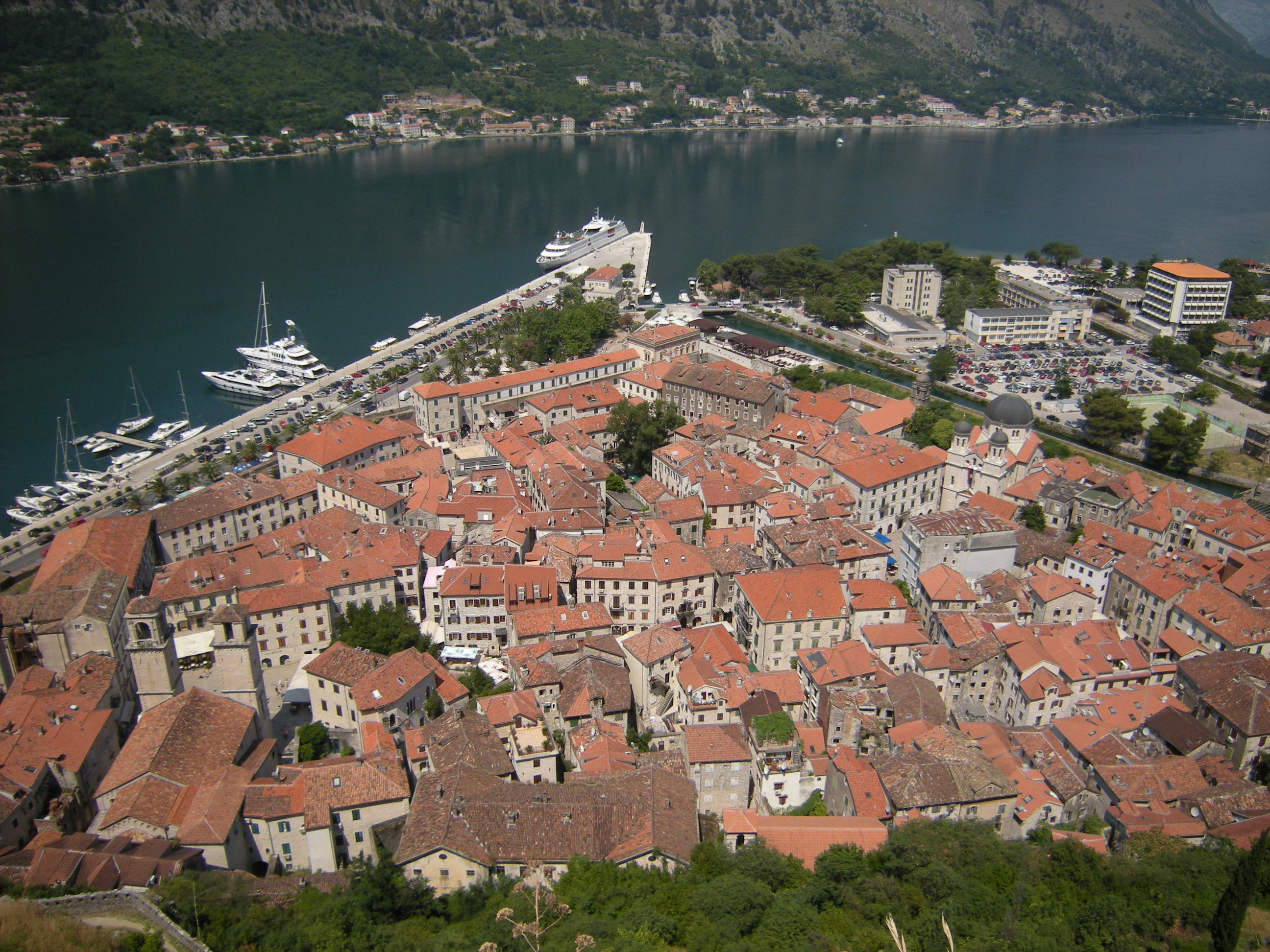
Blick über die Altstadt

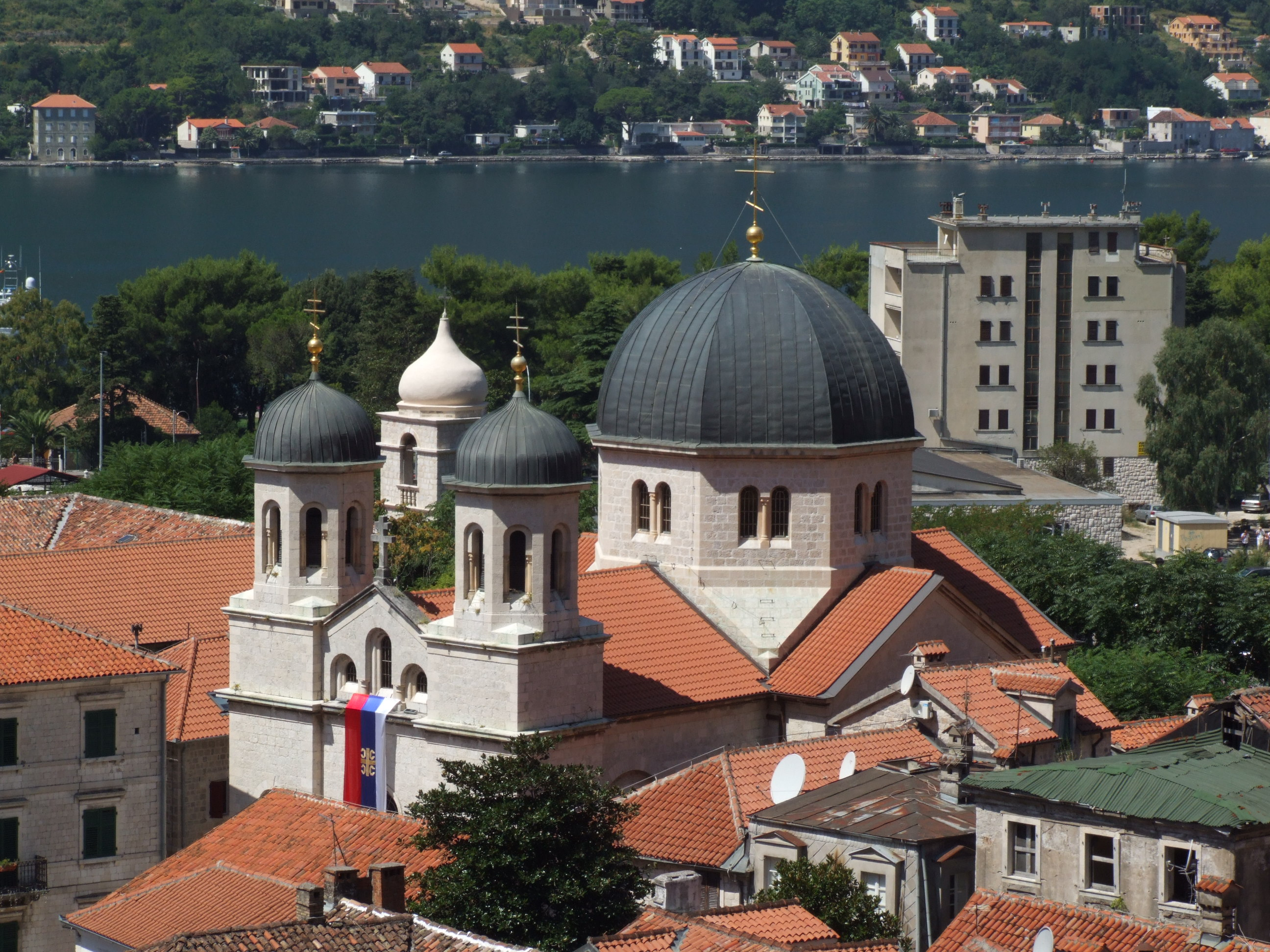
Die serbisch-orthodoxe Kirche Hl. Nikolaus von Myra

Der Naturhafen bot günstigen Schutz, was bereits im 3. Jahrhundert v. Chr. die Illyrer anzog, denen später Griechen und Römer folgten. Im Jahr 168 v. Chr. wurde Kotor als Ascrivium erwähnt; in jener Zeit begann die Besiedlung durch die Römer. Die Stadt gehörte in der Kaiserzeit zunächst zur Provinz Dalmatia. Kaiser Diokletian teilte Kotor Ende des 3. Jahrhunderts der neu gebildeten Provinz Praevalitana zu.
Als Reaktion auf die Völkerwanderung wurde Kotor in byzantinischer Zeit stark befestigt. Zuerst ließ Kaiser Justinian 535 eine Festung bei Ascrivium errichten. Im Jahr 840 wurde die Stadt aber von einer Flotte der Sarazenen geplündert. 1242 wurde die Stadt erneut zerstört, diesmal im Mongolensturm.
Im 14. Jahrhundert gewann Kotor eine derart große Rolle für den Handel im Adriatischen Meer, dass es in Konkurrenz mit Venedig und der Republik Ragusa (Dubrovnik) geriet. Als nach Zar Dušans Tod (1355) das Serbische Reich zerfiel, dem Kotor beinahe 200 Jahre lang angehört hatte, griffen die Venezianer die Stadt 1369 an, eroberten und zerstörten sie. Nach kurzer ungarischer und bosnischer Zugehörigkeit wurde Kotor 1391 eine selbständige Republik. In dieser Zeit hatte sie oftmals Auseinandersetzungen mit den Balšići auszufechten. 1420 stellte sich die Stadt unter venezianischen Schutz und verlor immer mehr an Selbständigkeit. Seit dem 16. Jahrhundert hatte der Provveditore für das Venezianische Albanien seinen Sitz in Kotor. 1564 wurden in Kotor viele Gebäude durch ein schweres Erdbeben beschädigt. Beim Beben von 1667 wurden mehr als die Hälfte aller Gebäude zerstört oder beschädigt.

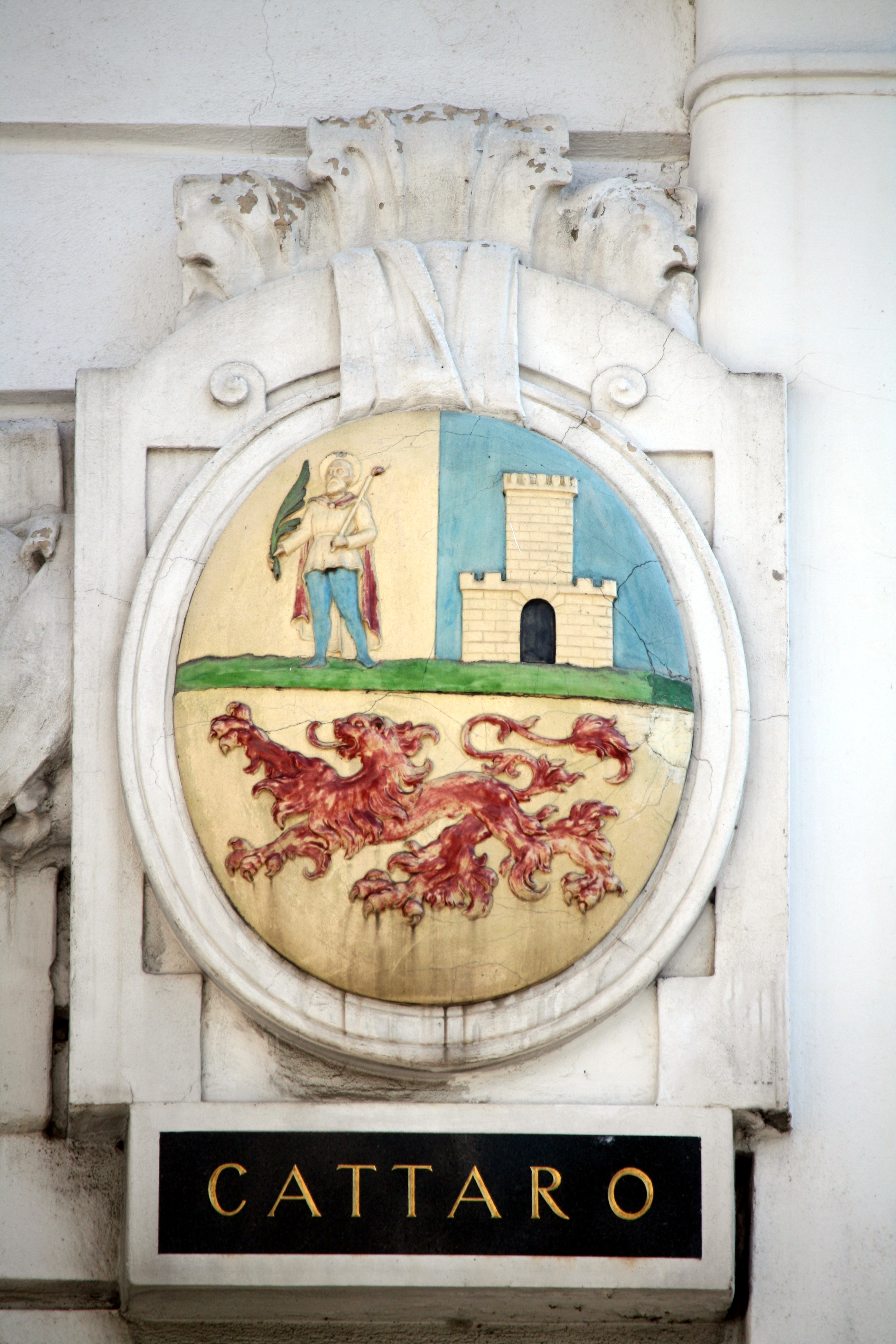
Wappen von Kotor auf dem einst von der Marinesektion des k.u.k. Kriegsministeriums genutzten Amtsgebäude Marxergasse 2 in Wien. Im amtlichen Gebrauch der k.u.k. Marine wurden die Namen in italienischer Sprache verwendet.

Nach dem Untergang der Republik Venedig 1797 wurde die Stadt im Frieden von Campo Formio Österreich zugesprochen. Von 1805 bis 1814 war das Gebiet von Frankreich besetzt. Ab 1815 war Kotor Kreisstadt im österreichischen Kronland Dalmatien. Die Österreicher bauten den Hafen zum Stützpunkt für die k. u. k. Kriegsmarine aus und stationierten dort das IV. Bataillon des Ungarischen Infanterie-Regiments Nr. 33.
Während des Ersten Weltkrieges lagen die österreichischen U-Boote und Schiffe (meist veraltete Linienschiffe der Vor-Dreadnought-Ära) in der Bucht. Vom 1. bis 3. Februar 1918 kam es hier zum Matrosenaufstand von Cattaro durch Matrosen der meist zur Untätigkeit verdammten Flotte. Der Matrosenaufstand war eines der ersten Anzeichen des Zusammenbruchs der Mittelmächte. Er war überdies ein politisch hochbrisanter Präzedenzfall, der die revolutionäre Stimmung nach dem Sieg der Bolschewiki auch in Westeuropa widerspiegelte. An dem Aufstand beteiligten sich 6000 Matrosen auf 40 Schiffen der österreichisch-ungarischen Kriegsflotte; sie begannen am 1. Februar mit dem Hissen roter Fahnen. Die Matrosen entwaffneten die Offiziere und bildeten Matrosenräte. Nach der gewaltsamen Niederschlagung wurden die Rädelsführer des Aufstandes am 11. Februar 1918 bei Cattaro standrechtlich erschossen. Heute weist eine Gedenktafel in der Festung auf Frantisek Ras (Franz Rasch), Jeroko Sizgoric, Mate Brnicevic und Anton Grubar hin. In der deutschsprachigen Literatur ist der Aufstand besonders durch das Drama Die Matrosen von Cattaro des Dramatikers Friedrich Wolf bekannt.
1918 kam Kotor zum Königreich Jugoslawien. Im Zweiten Weltkrieg wurden die Stadt und der Kriegshafen im Zuge des Balkanfeldzuges Anfang April 1941 von italienischen Truppen besetzt und im Juni 1941 mit dem Umland als Provinz Cattaro an das Königreich Italien angeschlossen. Nach dem italienischen Waffenstillstand mit den Alliierten im September 1943 besetzte die 118. Jäger-Division der Wehrmacht Kotor. Auch in der jugoslawischen Zeit, insbesondere im sozialistischen Jugoslawien, war Kotor ein wichtiger Kriegshafen. Mit Auflösung des Militärs nach der Unabhängigkeitserklärung von Montenegro 2006 wurden alle militärischen Einrichtungen aufgegeben.
Seitdem legen viele Kreuzfahrtschiffe in Kotor an. Die meisten bleiben nur einige Stunden, andere eine Nacht.

## Bevölkerung

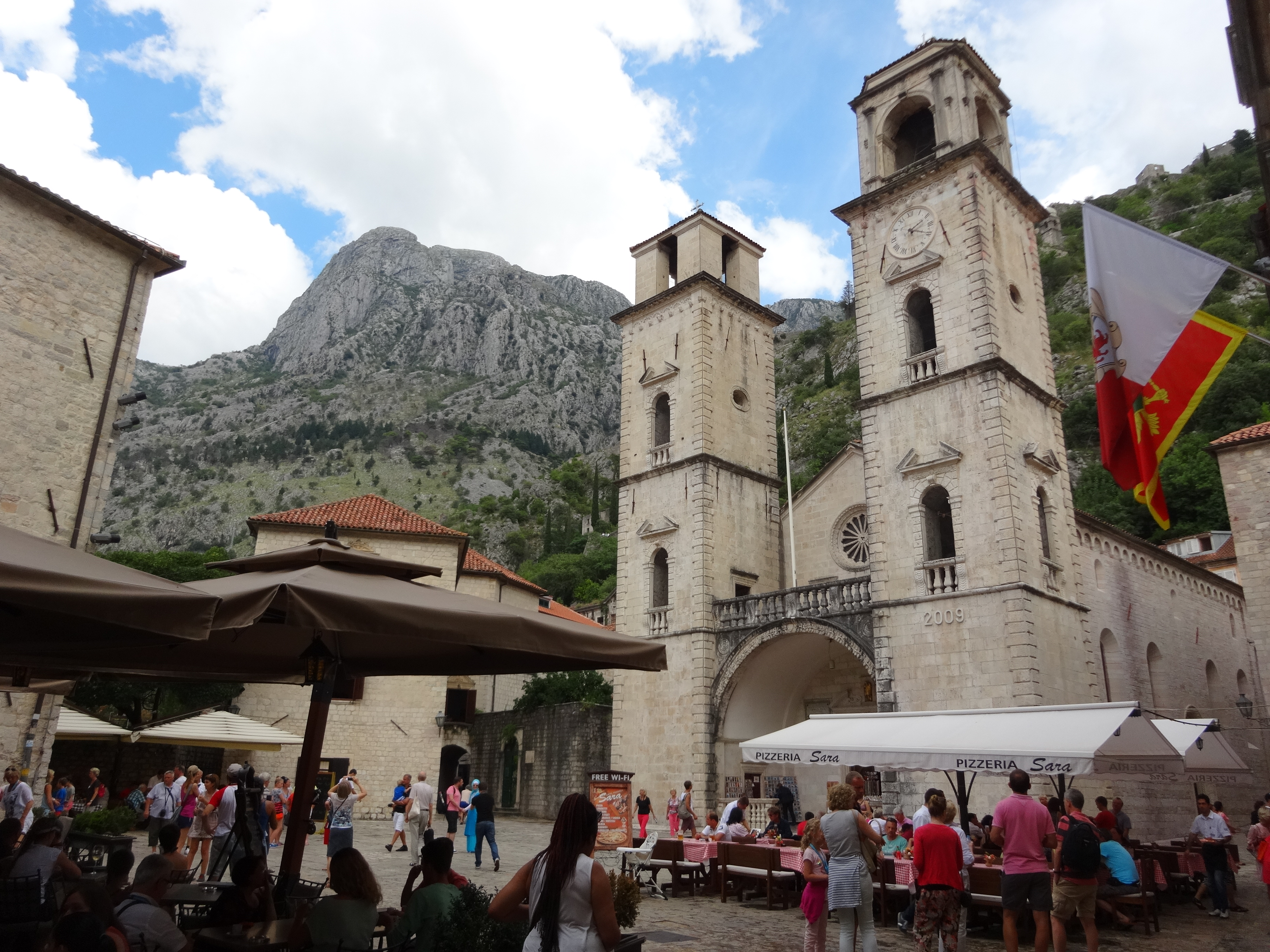
Katedrala svetog Tripuna – Kathedrale des Heiligen Tryphon (2014)

### Struktur
Zur Volkszählung von 2011 hatte die Gemeinde Kotor 22.601 Einwohner, von denen sich 11.047 (48,88 %) als Montenegriner, 6.910 (30,57 %) als Serben und 1.553 (6,87 %) als Kroaten bezeichneten. Daneben leben in der Gemeinde noch weitere kleinere Bevölkerungsgruppen.
Der italienische Bevölkerungsteil (seit dem 19. Jahrhundert etwa ein Drittel der Gesamtbevölkerung) musste nach dem Zweiten Weltkrieg das Gebiet verlassen.

### Söhne und Töchter der Stadt
- Eugen von Albori (1838–1915), österreichischer General der Infanterie
- Eugen Gelcich (1854–1915), österreichischer Nautiklehrer
- Josef Venantius von Wöss (1863–1943), österreichischer Komponist
- Radola Gajda (1892–1948), tschechoslowakischer Offizier
- Viktor Vida (1913–1960), kroatischer Schriftsteller
- Nikë Prela (1918–1996), römisch-katholischer Bischof
- Vasko Lipovac (1931–2006), kroatischer Maler und Bildhauer
- Larry Vuckovich (* 1936), amerikanischer Jazzmusiker
- Đorđe Perišić (* 1941), Schwimmer und Wasserballspieler
- Branko Sbutega (1952–2006), katholischer Priester, Menschenrechts- und Friedensaktivist
- Svetozar Marović (* 1955), erster Präsident von Serbien und Montenegro
- Andrija Popović (* 1959), Wasserballspieler und Politiker
- Rambo Amadeus (* 1963), Sänger und Komponist
- Goran Stojanović (* 1966), ehemaliger Handballtorwart
- Nenad Maslovar (* 1967), Fußballspieler
- Mirko Vičević (* 1968), Wasserballspieler
- Danijela Đurović (* 1973), Politikerin
- Saša Mujović (* 1978), Hochschullehrer für Elektrotechnik und Politiker
- Predrag Jokić (* 1983), Wasserballspieler
- Draško Brguljan (* 1984), Wasserballspieler
- Darko Brguljan (* 1990), Wasserballspieler
- Nemanja Vico (* 1994), serbischer Wasserballspieler
- Bojana Pićan (* 1998), Wirtschaftswissenschaftlerin und Politikerin
- Dušan Matković (* 1999), Wasserballspieler
- Andrija Radulović (* 2002), montenegrinisch-serbischer Fußballspieler
- Fedor Žugić (* 2003), Basketballspieler

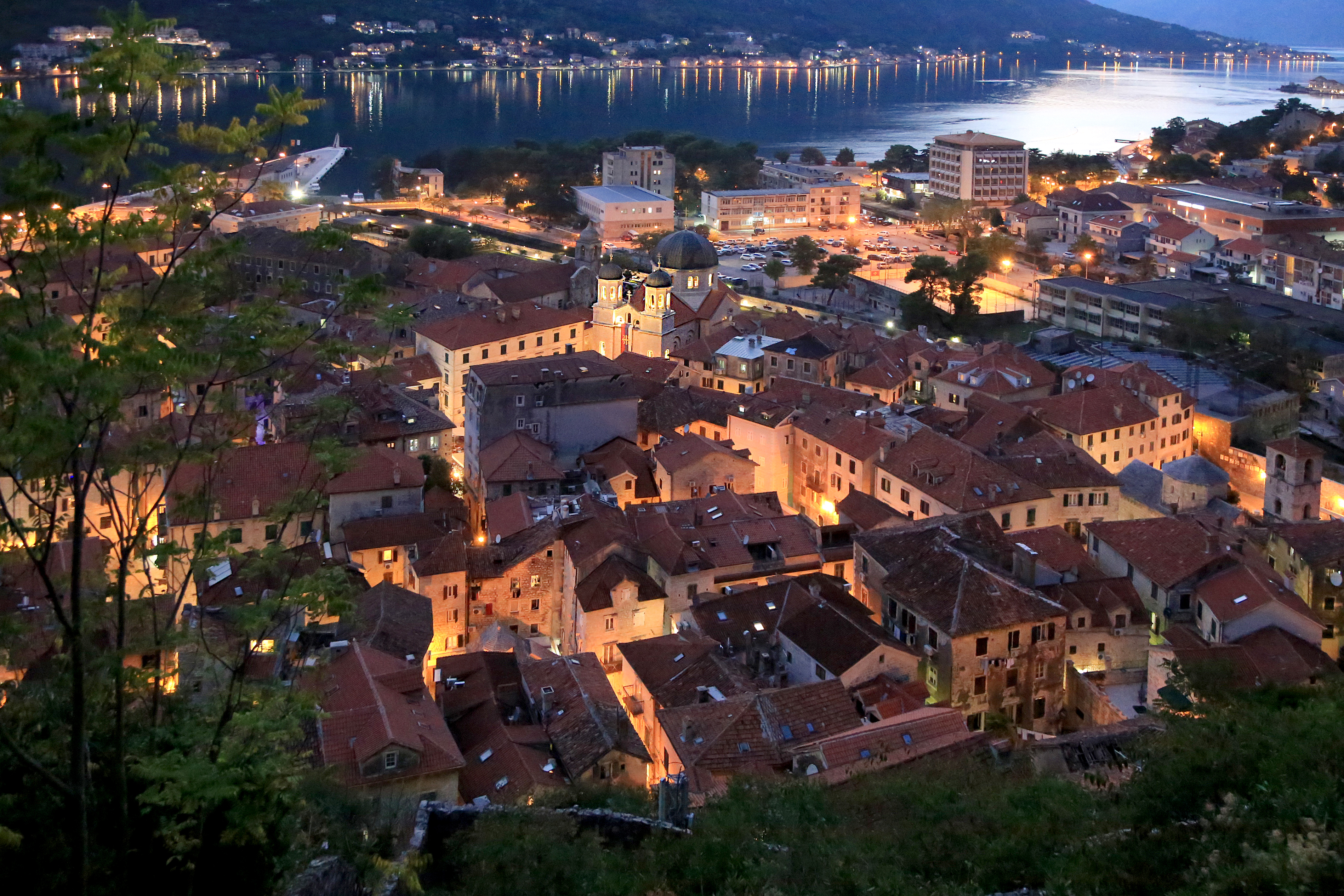
Altstadt Kotor in der Dämmerung

## Politik

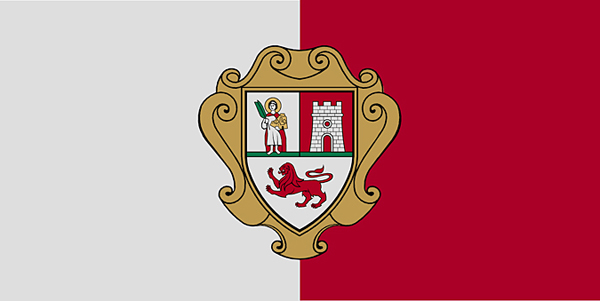
Flagge Kotors

### Städtepartnerschaften
Kotor listet u. a. folgende Partnerstädte auf:
| Stadt         | Staat               | seit |
| ------------- | ------------------- | ---- |
| Kehl          | Deutschland         | 2000 |
| Nessebar      | Bulgarien           |      |
| Santa Barbara | Vereinigte Staaten  | 2010 |
| Szeged        | Ungarn              |      |
| Xi’an         | Volksrepublik China | 2013 |

## Sehenswürdigkeiten

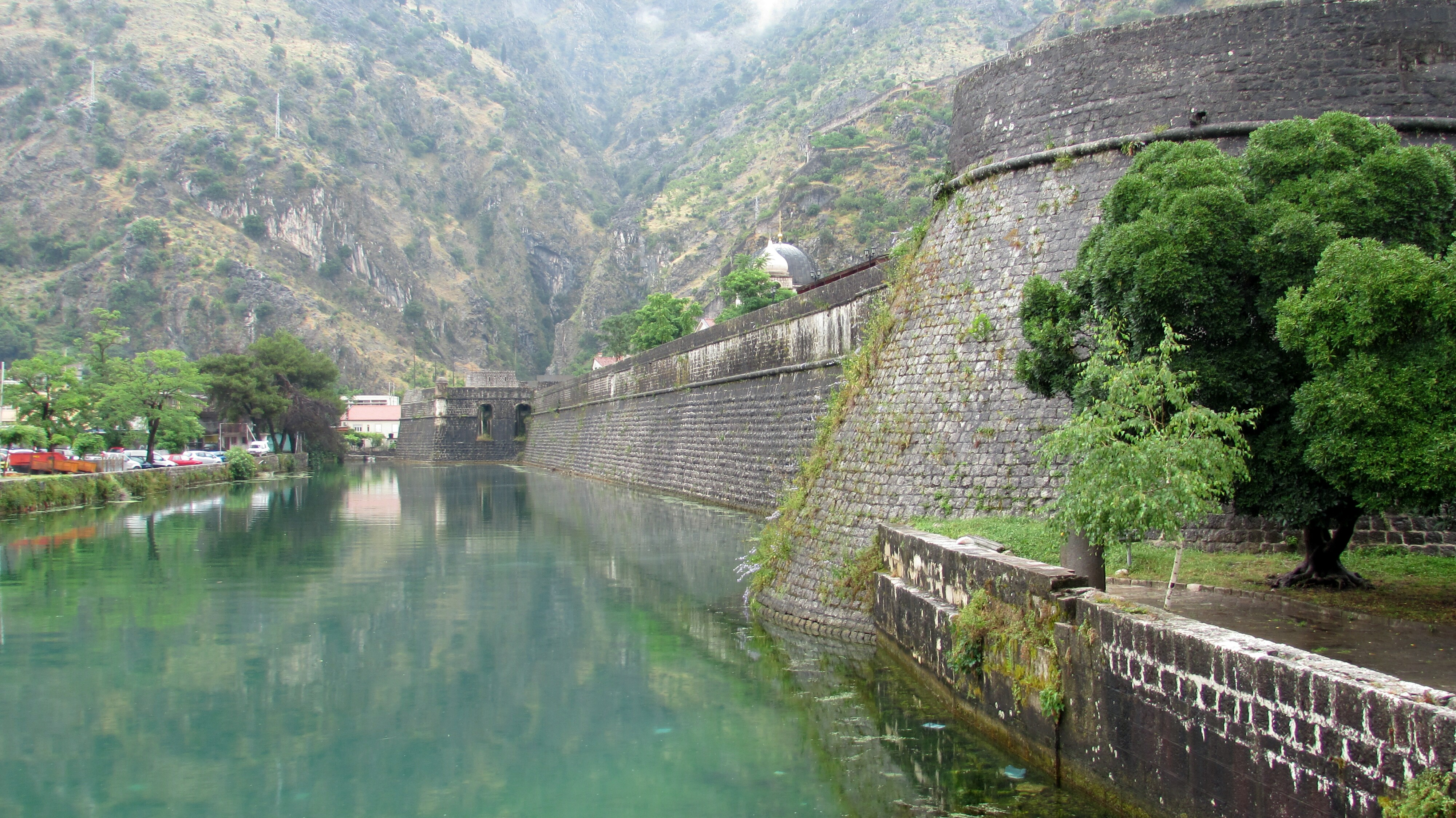
Teil der Stadtmauer

Kotor ist berühmt für seine von einer eindrucksvollen 4,5 km langen Stadtmauer umgebene mittelalterliche Altstadt. Zu den bekannten Bauwerken gehört die romanische Sankt-Tryphon-Kathedrale („Sveti Trifun“) im Stadtzentrum, in der die Reliquien des Schutzpatrons der Stadt, des heiligen Tryphon, aufbewahrt werden. Sie gilt als die schönste Kirche in Montenegro. Der älteste Teil der Kirche stammt aus dem Jahr 1166, wobei die prägende Stirnseite und die Türme nach dem Erdbeben von 1667 neu erbaut wurden.
Weitere Bauwerke sind die einschiffige romanische St.-Lukas-Kirche (1195), die im 17. Jahrhundert an die orthodoxe Kirche ging, und der Uhrturm im Renaissance-Stil (1602) beim Hauptplatz der Altstadt. Unter venezianischer Herrschaft wurden im 15. bis 18. Jahrhundert einige Paläste errichtet, die noch heute das Stadtbild prägen. An den Hängen der Bucht von Kotor erstrecken sich über 4,5 Kilometer die bis zu 15 Meter breiten und 20 Meter hohen Verteidigungsanlagen bis in eine Höhe von 260 Metern auf dem Berg San Giovanni.

### UNESCO-Welterbe
Im April und Mai 1979 wurde Kotor kurz vor Aufnahme in die UNESCO-Welterbe-Liste bei zwei starken Erdbeben schwer beschädigt. Als Folge davon setzte die UNESCO sie im gleichen Jahr auf die Liste des gefährdeten Welterbes. Bis 1989 konnte mit internationaler Hilfe vieles wieder aufgebaut werden. In den 1990er-Jahren wurde Kotors Status als Welterbe durch unkontrollierte Baumaßnahmen gefährdet. Anfang 2003 empfahlen Experten nach einer Bestandsaufnahme die Streichung von der Liste des gefährdeten Welterbes unter der Bedingung, dass ein Gesamtkonzept aufgestellt werde, um die Probleme zu lösen. Die Deutsche Stiftung Welterbe initiierte daraufhin im November 2003 einen Runden Tisch mit dem Ergebnis, dass bis Ende 2006 ein umfassendes Konzept ausgearbeitet wurde, welches von den nationalen Behörden mitgetragen wird. Die Stiftung kooperiert bei der Umsetzung mit dem Regionalinstitut zum Schutz des kulturellen Erbes und wirbt Gelder ein.